# Chironomus brevidentatus
Chironomus brevidentatus is een muggensoort uit de familie van de dansmuggen (Chironomidae). De wetenschappelijke naam van de soort is voor het eerst geldig gepubliceerd in 1998 door Hirvenoja & Michailova.